# پرسونا (تجربه کاربر)

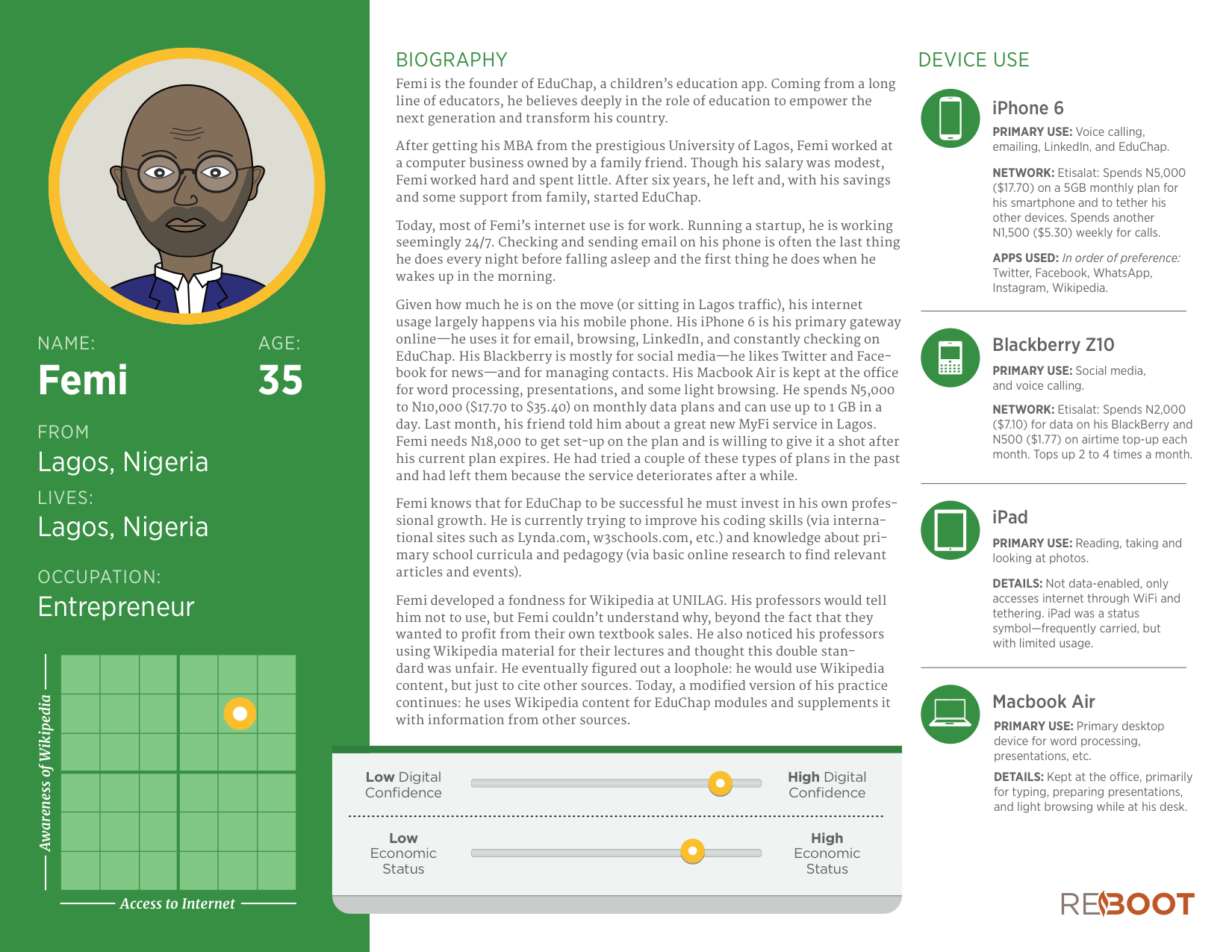
در اینجا، فرد تصویرسازی به نام فرمی یک شخصیت است که به صورت آنلاین استفاده می شود

پرسونا  (انگلیسی: Persona)  (همچنین پرسونای کاربر ، شخصیت مشتری ، شخصیت خریدار ) در طراحی و طراحی کاربر-محور، یک شخصیت خیالی شخصی‌سازی شده است که برای نشان دادن نوع کاربری ایجاد شده است که ممکن است از یک سایت، برند یا محصول به روشی مشابه استفاده کند.

پرسونا در فرهنگ طراحی تعامل، کاربرنماها یا پرسوناها  شخصیت‌هایی خیالی هستند که برای نشان‌دادن انواع کاربران مختلفی که از یک وب‌سایت یا محصول استفاده می‌کنند، تعریف می‌شوند. کاربرنماها عمدتاً در فرایند طراحی کاربر-محور مورد استناد قرار می‌گیرند. یک کاربرنما، نمایانگر و نمایندهٔ گروهی از کاربران است که در عمل از سیستم استفاده خواهند کرد.